# 김나영 (방송인)
김나영(金娜怜, 1981년 12월 8일 ~ )은 대한민국의 VJ, 리포터 출신 방송인, 배우이다. 출생 당시에는 "김설"이었으나, 초등학교 4학년 시절에 "김나영"으로 개명했다. 2015년 4월 27일, 증권가 종사자와 결혼하였지만, 2019년 1월 29일에 이혼하였다.
1981년 강원도 춘천시에서 태어났으며, 8살때 어머니를 여의고, 춘천여자고등학교를 졸업했다가,  서울여자대학교 아동학과를 휴학하였다.
리포터 데뷔는 2003년 m.net 와이드 연예뉴스를 했고, 쇼 프로그램 데뷔는 2007년 m.net 아이돌월드로 했으며, 드라마 데뷔는 2007년 4월 20일 tvN 막돼먹은 영애씨 시즌 1이다. 2007년 김나영이 데뷔 초부터 해외 빈민 아동 2명을 후원을 하였다.
현재 유럽에서도 알아볼 정도의 패셔니스타로 자리매김하였으며, 하얀 남자 반팔 런닝셔츠를 스타일리쉬하게 흰 티셔츠로 코디 하는 등 다양한 재능을 분출하고 있다.

## 학력
- 춘천여자고등학교 (졸업)
- 서울여자대학교 아동학과 (휴학)

## 작품 및 활동

### 에능 프로그램
- 2007년 m.net 《아이돌월드gld》
- 2007년 KBS2 《비타민》
- 2008년 ETN 《데스노트》
- 2008년 KBS2 《스타 골든벨》
- 2008년 MBC 드라마넷 《MT왕》
- 2009년 QTV 《순위 정하는 여자》
- 2009년 SBS 《퀴즈 육감대결》
- 2010년 MBC 《우리 결혼했어요》
- 2010년 SBS 《괜찮아 u》
- 2010년 MBC every1 《무한걸스 시즌2》
- 2010년 MBC 《놀러와》
- 2010년 SBS 《하하몽쇼》
- 2010년 올리브TV 《올리브쇼 시즌4》
- 2010년 MBC 《꿀단지》
- 2010년 MBC 《청춘알까기제왕전》
- 2010년 KBS2 《위기탈출 넘버원》
- 2011년 SBS 《놀라운 대회 스타킹》
- 2012년 MBC 《매직콘서트 이것이 마술이다》
- 2012년 MBC 《찾아라! 맛있는 TV》
- 2012년 KBS2 《1대 100》
- 2012년 MBN 《끝장대결! 창과 방패》
- 2013년 MBC 에브리원 《익스트림 7》
- 2013년 SBS 《패션왕 코리아》
- 2015년 Mnet 《너의 목소리가 보여》
- 2015년 SBS 《동상이몽, 괜찮아 괜찮아》
- 2015년 KBS2 《1대 100》
- 2015년 TV조선 《정보끝판왕 황금마차》
- 2015년 SBS 《18초》
- 2017년 MBC 《미스터리 음악쇼 복면가왕》 참가자 (바람과 함께 사라지지마. 비비안리)
- 2020년 MBC 《구해줘! 홈즈》
- 2020년 Mnet 《퀴즈와 음악사이》
- 2021년 JTBC   《내가 키운다》
- 2022년 TvN 《유 퀴즈 온 더 블럭》
- 2023년 SBS 《미운우리새끼》
- JTBC-마법옷장 시리즈[6][7]
- MBC-물 건너 온 아빠들-공동 MC(인교진+장윤정)
- 라미란 빈집살래-시즌 2
- 2024년 유튜브 《핑계고》

### 드라마 & 시트콤
- 2007년 tvN 《막돼먹은 영애씨》
  - 《막돼먹은 영애씨 1》 2007년
  - 《막돼먹은 영애씨 2》 2007년
  - 《막돼먹은 영애씨 9》 2011년
- 2009년 MBC 《태희혜교지현이》
- 2009년 KBS2 《파트너》 - 문수정 역 (특별출연)
- 2009년 SBS 《미남이시네요》 - 라디오 DJ 역
- 2010년 MBC 《몽땅 내 사랑》 - 우등생학원 김나영 강사 역
- 2014년 tvN 《로맨스가 필요해 3》 - 패션 디자이너 역 (특별출연)
- 2017년 TV조선 《너의 등짝에 스매싱》 - 김나영 역

### 뮤직비디오
- 2009년 키네틱 플로우 - "현실에 2% 부족한 연인들에게(feat. AG)"

### 영화
- 2014년 《패션왕》 - 리포터 역 특별출연

## 경력
- 2007년 1월 VJ나디아 대표

## 홍보대사
- 2010년 3월 동방사회복지회 나눔홍보대사